# 요람을 흔드는 손 (1997년 영화)
《요람을 흔드는 손》(영어: Misbegotten)은 미국과 캐나다에서 제작된 마크 L. 레스터 감독의 1997년 스릴러 영화이다. 케빈 딜런 등이 출연하였고, 데이나 더보브스키 등이 제작에 참여하였다.

## 줄거리
여성들과 관계가 원만하지 못한 전과자 빌리는 경력과 배경이 출중한 한 남성을 살해하고 그의 신분으로 위장해 정자를 기증한다. 자신의 정자를 이용해 인공 수정으로 임신한 여성을 알아낸 빌리는 이 여성과 남편 앞에 나타나 이들 부부를 공포에 빠뜨리기 시작한다.

## 출연진
- 케빈 딜런 - 빌리 크랩슈트 역
- 닉 맨쿠소 - 폴 보크 역
- 리젯 앤서니 - 케이틀린 보크 역
- 마크 홀든 - 경감 역

## 기타 제작진
- 배역: 로즈메리 웰든
- 미술: 폴 조열